# Phlox variabilis
Phlox variabilis är en blågullsväxtart. Phlox variabilis ingår i släktet floxar, och familjen blågullsväxter.

## Underarter
Arten delas in i följande underarter:
- P. v. latisepala
- P. v. nudata
- P. v. variabilis